# Every Kiss, Every Lies
「Every Kiss, Every Lies」（エヴリ・キス、エヴリ・ライズ）は、日本のR&BグループのSkoop On Somebodyが2017年5月24日にリリースした通算42枚目（Skoop On Somebodyとしては34枚目）のシングル。発売元はSME Records。

## 概要
前作より、約5年半振りとなるデビュー20周年記念シングル。表題曲「Every Kiss, Every Lies」は、シンガーソングライターの久保田利伸からの楽曲提供。
MVには同じ事務所の大谷亮平と須藤理彩が出演している。

## 収録曲
作詞・作曲：S.O.S.／編曲：Ryosuke"Dr.R"Sakai & S.O.S.（特記以外）
1. Every Kiss, Every Lies
  - 作詞：久保田利伸・S.O.S.　作曲：久保田利伸
2. Tonight's the night
3. Stay in love
  - 編曲:S.O.S.

### 初回生産限定盤DVD
20th anniversary LIVE Vol.1
～「Live in gloom」at JZ Brat Sound of Tokyo 2017.2.21 LIVE & DOCUMENT～
1. No Make de On The Bed
2. バラ色
3. 想い
4. Where do we go
5. sha la la
6. My Life～風に吹かれて～